# Нещасна земля
«Нещасна земля» (Ill Fares the Land) — це остання прижиттєва книга Тоні Джадта. У вересні 2008 року йому діагностували смертельну хворобу — бічний аміотрофічний склероз. Джадт чітко усвідомлював своє становище й готувався до смерті. Коли вже не міг рухатися і писати, то надиктовував текст. Він бачив, куди рухаються суспільства західних демократій, і ці перспективи його тривожили.
Професор розумів масштаб соціальних потрясінь, до яких можуть призвести «одержимість багатством, культ приватизації і приватного сектору, усе більший розрив між багатими та бідними». Йому не було байдуже, тому він намагався попередити нас і нагадати нам, здавалося б, банальну істину: так не завжди було й так не має бути. Суспільства можуть змінювати власний устрій, можуть перебудовуватися зсередини заради майбутнього своїх громадян.

## Опис
Суспільний договір, який визначав повоєнне життя в Європі та Америці — гарантію безпеки, стабільності та справедливості — більше не гарантований, до того ж він навіть уже не є частиною колективного діалогу. Щось глибоко не так з тим, як ми живемо сьогодні. Протягом 30 років ми були наче чесними у прагненні до матеріальних благ: насправді саме це прагнення тепер містить усе, що залишається від нашого відчуття колективної мети. Але ми забули, як це — думати про спільне благо: про його мету.
Ми нині не лише постідеологічні; ми стали постетичними. Ми забули про старі-добрі питання, які, власне, і визначали політику з часів греків: Чи це добре? Це справедливо? Чи це просто? Це правильно? Чи допоможе це створити краще суспільство? Яким має бути кращий світ?
Якщо ми хочемо замінити страх впевненістю, нам потрібна інша історія про державу та суспільство — історія, що несе моральні та політичні переконання. Розповісти таку історію — мета цієї книги.
«Випатране суспільство» і його цінності збагачення та жадоби привели нас у добу ганебної нерівності.